# Jérôme Gallion
Pour les articles homonymes, voir Gallion (homonymie).
Pas d'image ? Cliquez ici

a Compétitions nationales et continentales officielles uniquement.

b Matchs officiels uniquement.
Jérôme Gallion, né le 4 avril 1955 à Toulon, est un joueur de rugby à XV français évoluant au poste de demi de mêlée. Il joue avec l'équipe de France de 1978 à 1986 et effectue l'ensemble de sa carrière en club avec le Rugby club toulonnais. Il est d'ailleurs toujours aujourd'hui considéré comme le meilleur demi de mêlée de l'histoire du club.
Véritable légende du Rugby Club Toulonnais, il fait d'ailleurs partie, en avril 2023, des 10 premiers joueurs à intégrer le Hall of Fame du club, notamment aux côtés de Éric Champ.

## Biographie
Jérôme Gallion débute dans le championnat de France avec le Rugby club toulonnais le 21 décembre 1975 contre Nice. Il effectue toute sa carrière en club dans le club varois avec qui il remporte le championnat en 1987. Il perd également deux finales en 1985 et 1989. Il dispute la finale du Challenge Yves du Manoir en 1983 face au SU Agen. Cette finale a la particularité de voir évoluer les trois frères Gallion : Bertrand Gallion, talonneur et capitaine de l'équipe, Christophe Gallion à l'ouverture et Jérôme à la mêlée. En 2016, le site Rugbyrama le classe troisième parmi les 10 meilleurs joueurs de l'histoire du RC Toulon.
Il obtient une sélection avec les Barbarians le 15 décembre 1984 au Cardiff Arms Park contre l'équipe d'Australie et marque un essai à l'occasion. La même année, le 1er novembre 1984, il est sélectionné avec les Barbarians français contre une équipe du Bataillon de Joinville à Grenoble. Les Baa-Baas l'emportent 44 à 22.
Jérôme Gallion connaît sa première sélection le 21 janvier 1978 contre l'Angleterre. Il compte un total de 27 sélections avec le XV de France où il prend la place de Jacques Fouroux, sans jamais remporter le Tournoi ni être capitaine. Il inscrit dix essais dont un à chacune de ses trois premières sélections devenant le meilleur marqueur du Tournoi des Cinq Nations 1978 à 22 ans. Il finit également meilleur marqueur du Tournoi 1984 avec Philippe Sella. Sélectionné la même année pour la tournée en Nouvelle Zélande, il se blesse et doit renoncer. Il effectue son dernier test match en 1986 contre l'équipe d'Argentine.
Il met un terme à sa carrière de joueur en 1989 et se consacre à son métier de chirurgien-dentiste,. En 2000, il devient président du RC Toulon en remplacement de Jean-Luc Bertrand. Il quitte la présidence en 2003 après avoir redressé financièrement le club, restructuré son secteur administratif et insufflé une nouvelle politique sportive du côté des équipes de jeunes.

## Palmarès

### En club
- championnat de France :
  - Champion (1) : 1987
  - Vice-champion (2) : 1985 et 1989
- Challenge Yves du Manoir :
  - Finaliste (1) : 1983

### En équipe nationale
Jérôme Gallion n'a jamais remporté le Tournoi des Cinq Nations en cinq participations, terminant deuxième à quatre reprises et une fois quatrième.
| Édition           | Rang | Résultats France | Résultats J. Gallion | Matchs J. Gallion |
| ----------------- | ---- | ---------------- | -------------------- | ----------------- |
| Cinq Nations 1978 | 2    | 3 v, 0 n, 1 d    | 3 v, 0 n, 1 d        | 4/4               |
| Cinq Nations 1979 | 2    | 2 v, 1 n, 1 d    | 2 v, 1 n, 1 d        | 4/4               |
| Cinq Nations 1980 | 4    | 1 v, 0 n, 3 d    | 1 v, 0 n, 3 d        | 4/4               |
| Cinq Nations 1984 | 2    | 3v, 0 n, 1 d     | 3 v, 0 n, 1 d        | 4/4               |
| Cinq Nations 1985 | 2    | 2 v, 2 n, 0 d    | 2 v, 2 n, 0 d        | 4/4               |

Légende : v = victoire ; n = match nul ; d = défaite ; la ligne est en gras quand il y a grand chelem.

### Distinctions personnelles
- Nommé une fois meilleur joueur du monde[réf. nécessaire][Quand ?]
- Nommé trois fois Soulier d'Or[réf. nécessaire][Quand ?]
- Récipiendaire de l'Oscar d'Or du Midi olympique à trois reprises en 1978, 1984 et 1985[7]

## Statistiques en équipe nationale
Entre 1978 et 1986, Jérôme Gallion dispute 27 matchs avec l'équipe de France. Il a notamment participé à cinq Tournois des Cinq Nations (1978, 1979, 1980, 1984 et 1985).